# Funk Fingers

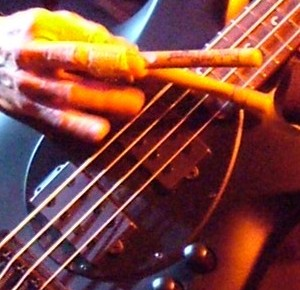

Les Funk Fingers sont deux baguettes de percussion coupées qui s'attachent à l'index et au majeur d'un bassiste, généralement à l'aide de sparadrap. 
La frappe des baguettes sur les cordes produit un son brillant, très funky, proche de celui obtenu en slap mais permettant de doubler la cadence à laquelle les cordes sont frappées. Il s'agit d'une invention de Tony Levin, bassiste célèbre ayant joué, entre autres, avec Peter Gabriel et le groupe de rock progressif King Crimson,.